# Isabel da Nóbrega
Isabel da Nóbrega, pseudónimo de Maria Isabel Guerra Bastos Gonçalves GOL • GOM (Lisboa, 26 de junho de 1925 – Estoril, 2 de setembro de 2021), foi uma escritora portuguesa. Com trabalhos em teatro, rádio e televisão, escreveu ainda milhares de crónicas para diversas publicações.

## Biografia
Foi irmã da atriz Tareka, nome artístico de Maria Teresa Guerra Bastos Gonçalves.
Trabalhou na rádio e escreveu cerca de 3000 crónicas para diversos jornais e revistas, como A Capital (do qual foi uma das fundadoras), Diário de Lisboa, Diário de Notícias, O Primeiro de Janeiro e Jornal do Fundão, Vida Mundial e Casa e Decoração.
Criou e apresentou os programas O Prazer de Ler e Largo do Pelourinho na RTP e Conversar, Conviver e Clarabóia na Antena 1. A partir de 1995 assinou, de forma assídua, crónicas na RDP-Antena 2, no programa Allegro Vivace.
Morreu a 2 de setembro de 2021, aos 96 anos, no lar de idosos onde residia, no Estoril.

## Família
Da sua vida familiar destaca-se o facto de ter sido companheira de João Gaspar Simões, entre 1954 e 1968, e de José Saramago, de 1970 a 1986, que lhe dedicou a edição original de Memorial do Convento. Teve três filhos, José Eduardo Abreu Loureiro, Pedro Abreu Loureiro e Isabel Abreu Loureiro. Teve oito netos, entre eles Gracinha Viterbo (decoradora de interiores) e dezoito bisnetos, entre eles Santiago Rocha (filho de Gracinha Viterbo) e Francisco Marques (filho de Tatiana Marques).

## Obras
- Os Anjos e os Homens (romance), 1952.
- O Filho Pródigo (teatro), 1954.
- O Amor Difícil (peça de teatro, representada no Teatro Nacional D. Maria II).
- Viver com os Outros (romance), 1964, 1965, 1972, 2005.
- Já não há Salomão (novela), 1966.
- Rama, o Elefante Azul (literatura infantil), 1971
- A Cigarra e as Formigas (literatura infantil), 1972
- Solo para Gravador (contos), 1973.
- A Companhia do Poeta: antologia da obra de Fernando Pessoa, org. Isabel da Nóbrega, 1988.
- Quadratim (crónicas), 1976.
- História de Bubu (literatura infantil), 1971. Com ilustrações de Manuela Bacelar.
- Cartas de Amor de Gente Famosa, epistolografia, 2009.
- As Magas (conto), 2010.

## Prémios e reconhecimentos
- Prémio Camilo Castelo Branco para o romance Viver com os Outros (1964)[4]
- Prémio de Literatura Infantil e Juvenil para Rama, o Elefante Azul (1971)
- Prémio de Consagração de Carreira da Sociedade Portuguesa de Autores (2008)[4][6]
- Prémio Femina por Mérito na Literatura, 2011[7]

Condecorações
- Grande-Oficial da Ordem do Mérito (9 de junho de 2000)[1]
- Grande-Oficial da Ordem da Liberdade (25 de abril de 2011)[1]